# Cromos (revista)
Cromos es una revista colombiana fundada por Miguel Santiago Valencia y Abelardo Arboleda Restrepo en 1916. Nació como un magacín al estilo europeo, con abundantes fotografías e ilustraciones, la cual está orientada principalmente a las notas políticas, económicas, culturales y sociales. Se denominan a sí mismos un semanario de actualidad colombiana e internacional y entretenimiento.

## Historia
El nombre de Cromos fue sugerido por el médico Martín Camacho, bajo el argumento de ser una revista con muchos "monos" y dibujos en color. La primera entrega el 15 de enero de 1916 fue de 18 páginas con 16 grabados, 4 crónicas, un cuento y un verso. El tiraje total fue de 2500 ejemplares que se agotaron entre las 12:00 p. m. y las 4:00 p. m. en la capital colombiana. Esta revista tuvo varios dueños en su historia, en 1918 la familia Tamayo Álvarez adquirieron la publicación, luego el 4 de julio de 1953 la familia Restrepo Suárez compraron la revista, a comienzos de los años 70 se estableció una alianza con la programadora RTI Televisión para convertir a Cromos en una revista de noticia semanal, pero a comienzos de los años 80 el Grupo Grancolombiano en cabeza de Jaime Michelsen Uribe compró la mayoría de las acciones de la revista, suscitado el escándalo financiero del mencionado grupo en 1991 el 40% de las acciones fueron adquiridas por Carlos Mejía a través de la empresa de comunicaciones y publicidad Mejía & Asociados, un año después en 1992 el Grupo Santodomingo (hoy Grupo Valórem) del industrial Julio Mario Santodomingo adquirió el resto de acciones de la revista, y años después esta última adquirió la totalidad del paquete accionario; actualmente hace parte del portafolio de compañías de medios del Grupo Valórem del cual forman parte Caracol Televisión, Blu Radio, el Diario El Espectador y las revistas Vea y Shock.
Cromos ha recibido Importantes premios de periodismo, entre los que se encuentran: Premio Iberoamericano de Periodismo Don Quijote 2006, Premios del CPB y Simón Bolívar entre otros.
Cromos a su vez estimula el talento nacional a través de Los Premio Cromos de La Moda, que desde 2002 exalta a los representantes de la moda en Colombia, brindándoles una plataforma para enaltecer el diseño nacional. 
Cromos siempre ha estado vinculada a la belleza con el cubrimiento del Concurso Nacional de Belleza de Cartagena desde sus inicios; en 1972 se instituyo el Minicromos, una serie de especiales fotográficas donde se ilustran a las candidatas del certamen de belleza más importante del país, el cual se complementan de entrevistas, análisis y crónicas a las candidatas y de sus locaciones, que son realizadas por personajes de la vida pública nacional, figuras del entretenimiento y de la actual Señorita Colombia de cada año de publicación, en su inicio el Minicromos se realizaba en Bogotá, luego se trasladó a Cartagena como sede natural del certamen y del periodo comprendido entre 2009 a 2015 se descentralizo a varias regiones del país, solo en dos ediciones las locaciones se hicieron por fuera del país, en 2013 la tercera edición Minicromos de ese año recorrió a través de un crucero las islas que conforma las Antillas del Caribe y en 2016 tuvo como sede fija la isla de Aruba, siendo esta su última edición.
En 2021, inicia su proceso de transformación digital para migrar a un portal que refleje una nueva socieda y su estilo de vida y en febrero de 2023 lanza su nuevo portal www.revistacromos.com.co, con 7 secciones: Personajes y Celebridades, Estilo de vida, Moda, Gastronomía, Tarot y Horóscopo, Mascotas y Cultura. En agosto de 2024 circula por última vez en revista física (Ed. N.º 5059) para migar todo su contenido en formato digital tanto en su página web como en las redes sociales.